# Yankeetown (Virginia)
Yankeetown ist eine nicht rechtsfähige Gemeinde im Rockingham County im US-Bundesstaat Virginia.

## Lage
Es liegt nordwestlich von Fulks Run im George Washington National Forest an der Virginia State Route 259. Der Ort liegt am Fluss Marshall Run. Es gibt Zeltplätze und einige Häuser.
| \| Yankeetown \|                                        |
| Die Lage von Yankeetown innerhalb des Rockingham County |
| Yankeetown                                              |